# Flugunfall einer Lockheed 18 bei Gao 1952
Der Flugunfall einer Lockheed 18 bei Gao 1952 ereignete sich am 24. März 1952. An diesem Tag verunfallte eine Lockheed 18-07-01 Lodestar, die sich auf einem interkontinentalen Charterflug von Abidjan nach Nizza mit Zwischenstopps in Bobo-Dioulasso, Bamako, Gao, Tamanrasset, El Golea und Algier befand, unmittelbar nach dem Start von Gao zum Weiterflug nach Tamanrasset. Bei dem Unfall, der im Wesentlichen durch eine Übermüdung der Besatzung verursacht wurde, starben 17 der 21 Insassen an Bord.

## Maschine
Die Maschine war eine 1940 gebaute Lockheed 18-07 Lodestar mit der Werknummer 18-2005. Die Maschine wurde am 31. Mai 1940 mit dem Luftfahrzeugkennzeichen F-ARTE auf die Régie Air Afrique zugelassen und erhielt in diesem Zuge den Taufnamen Ville de Niamey. Ab dem 1. April 1942 übernahm Air France die Maschine, ab dem 3. Januar 1948 war sie für die Société Africaine des Transports Tropicaux – SATT in Betrieb. Das zweimotorige Transportflugzeug war mit zwei Sternmotoren des Typs Pratt & Whitney Hornet S1E2-G zugelassen.

## Insassen
Den Flug auf dem betroffenen Flugabschnitt hatten 18 Passagiere angetreten. Es befand sich eine dreiköpfige Besatzung an Bord, bestehend aus einem Flugkapitän, einem Ersten Offizier und einem Flugingenieur.

## Unfallhergang
Die Maschine befand sich auf dem Rückweg eines Charterfluges, der am 21. März 1952 in Nizza begonnen hatte und nach Abidjan führte, um schließlich nach Nizza zurückzukehren. Die beiden dazwischen liegenden Nächte verbrachte die Besatzung in Tamanrasset und Abidjan. Für den Rückflug war eine Übernachtung am Flughafen Tamanrasset vorgesehen. Die Maschine hatte letztlich Verspätung. In Anbetracht dessen, dass der Flughafen Tamanrasset nicht über Markierungen verfügte, die eine Landung bei Nacht und Dunkelheit ermöglichen würden, beschloss der Kapitän, die Nacht am Flughafen Gao zu verbringen und um 09:00 Uhr zum Weiterflug zu starten. Später erhielt er eine Nachricht von der Fluggesellschaft, die ihn dazu veranlasste, den Weiterflug auf 03:00 Uhr vorzuverlegen. Bei seiner Ankunft beim Wetterdienst am Flughafen Gao, bei dem er einen Flugplan vorbereiten sollte, äußerte der Kapitän in einem Gespräch mit dem Fluglotsen, dass er sehr müde sei. Er beklagte, dass der Weiterflug nach Nizza mit nur kurzen Zwischenstopps durchgeführt werden sollte und dass er eine Maschine fliegen müsse, die nicht mit einem Autopiloten ausgerüstet sei, sodass er im Flug auch die Aufgaben des Navigators übernehmen müsse. Er schien den nächtlichen Abflug zu fürchten und bat den Fluglotsen, ihm den Weiterflug zu untersagen. Der Fluglotse konnte dieser Bitte nicht entsprechen, da der geplante Flug aus regulatorischer Sicht völlig routinemäßig war.
Nachdem die Maschine zum Ende der Startbahn gerollt war, wurden die Triebwerke für etwa sieben oder acht Minuten laufen gelassen. Nach dem Erhalt einer Startfreigabe hob die Maschine um 03:07 Uhr nach einem etwa 900 Meter langem Startlauf ab. In Abflugrichtung befindet sich der Flughafen etwa 10 Meter über der umliegenden Ebene. Hinter der Startbahn gibt es einen Abhang und dahinter befinden sich keinerlei Hindernisse entlang der Anfluggrundlinie. Die Ebene ist bis zum Horizont flach und hat nur geringe Erhebungen, die nie die Höhe eines Meters übersteigen. Der Start der Maschine verlief normal und die Maschine stieg auf eine Höhe von 10 Metern. Überlebende Passagiere, die im hinteren Teil der Maschine saßen, berichteten später, dass die Maschine, nachdem sie sich 15 oder 20 Sekunden in der Luft befand, von einer Reihe von Erschütterungen heimgesucht worden war, die anfangs leicht waren, bald darauf immer gewaltiger wurden. Die Erschütterungen hätten den Passagieren den Eindruck vermittelt, als würde die Maschine über unebenes Gelände schlittern.
Das Wrack der Maschine wurde zwei Kilometer hinter dem Ende der Landebahn aufgefunden. Die Maschine habe nach 1.500 Metern im Bereich der Anfluggrundlinie erstmals Bodenkontakt gehabt. Zunächst hätten die Propeller, gleich darauf die Rumpfunterseite in einem flachen Winkel und mit hoher Geschwindigkeit den Boden berührt.

## Ursache
Die Unfalluntersuchung ergab, dass der Unfall durch einen Bodenkontakt kurz nach dem Start verursacht worden war. Der Start sei bei Nacht und Dunkelheit durchgeführt worden, wobei außer der Startbahnbefeuerung keinerlei visuelle Referenzen zur Verfügung gestanden haben. Zu dem Bodenkontakt sei es gekommen, nachdem die Maschine nach dem Start unerwartet an Höhe verlor. Die Ursache für die unzureichende Überwachung der Höhe konnte nicht ermittelt werden; es wurde in Betracht gezogen, dass diese entweder der extremen Übermüdung des Kapitäns geschuldet war und/oder einer Geringfügigkeit im Cockpit, welche die Aufmerksamkeit des Kapitäns überbeansprucht hatte.